# TimescaleDB
TimescaleDB ist eine Open-Source-Zeitreihendatenbank, die von Timescale Inc. entwickelt wird. Sie ist in C geschrieben und erweitert PostgreSQL. TimescaleDB ist eine relationale Datenbank und unterstützt Standard-SQL-Abfragen. Zusätzliche SQL-Funktionen und -Tabellenstrukturen bieten Unterstützung für Zeitreihendaten, insbesondere hinsichtlich Speicherung und performanter Analyse großer Datenmengen.
Eines der Hauptmerkmale von TimescaleDB ist ihre Geschwindigkeit, die mit InfluxDB verglichen wurde. Die zeitbasierte Datenpartitionierung über Hypertabellen ermöglicht eine verbesserte Abfrageausführung und -geschwindigkeit für zeitbezogene Anwendungen. Eine detailliertere Partitionierungsdefinition wird durch benutzerdefinierte Attribute erreicht..
TimescaleDB wird als Open-Source-Software unter der Apache-2.0-Lizenz angeboten. Zusätzliche Funktionen sind in einer Community-Edition verfügbar, die als quelloffene (aber nicht freie) Software unter dem Timescale License Agreement (TLS) bereitgestellt wird.

## Geschichte
Timescale wurde von CEO Ajay Kulkarni und CTO Michael J. Freedman gegründet, um ihren Bedarf an einer Datenbanklösung zur Unterstützung von Daten aus dem Internet der Dinge zu decken.